# William J. Brown (Jurist)
William Joseph Brown (* 12. Juli 1940 in Youngstown, Ohio; † 3. November 1999 in Columbus, Ohio) war ein US-amerikanischer Jurist und Politiker (Demokratische Partei). Er war von 1971 bis 1983 Attorney General von Ohio.

## Werdegang
William Joseph Brown wurde während des Zweiten Weltkrieges im Mahoning County geboren. Über seine Jugendjahre ist nichts bekannt. Er graduierte an der Duquesne University in Pittsburgh (Pennsylvania) und machte dann seinen Bachelor of Laws am Ohio Northern University College of Law in Ada (Ohio). Nach dem Erhalt seiner Zulassung als Anwalt begann er in Ohio zu praktizieren. Brown diente zwischen 1963 und 1969 in der US-Army. Im Alter von gerade 29 Jahren wurde er dann 1970 zum Attorney General von Ohio gewählt. Er war damit die jüngste Person, die jemals diesen Posten bekleidete. Bei seiner Wahl besiegte er den Republikaner Paul W. Brown. Während seiner Amtszeit wuchs die kleine Behörde, die damals ungefähr 100 Beschäftigte umfasste und als Unternehmensmitarbeitervertretung für den Staat fungierte, zu einer schlagfertigen Behörde mit dem Schwerpunkt auf verbraucherorientierter Aktivitäten, die 800 Beschäftigte umfasste. Brown unterteilte die Behörde in drei Teile: eine Umweltbehörde, einen Verbraucherschutz und eine Interessenvertretung für Opfer von Straftaten. Sein Nachfolger Anthony J. Celebrezze junior sagte folgendes über ihm:

„Bill could cut through all of the fog and the chaff to get right to the guts of an issue and focus on it. Then he'd try and look at what he had to do to solve the problem. He didn't fool around when he attacked.“

Nach seiner Zeit als Attorney General nahm er wieder seine Tätigkeit als Anwalt auf. Er trat einer Kanzlei bei, die heute besser bekannt ist als Kegler, Brown, Hill & Ritter mit Hauptsitz in Columbus (Ohio). Das Unternehmen stiftete später ein Stipendium in seinem Namen, das William J. Brown Scholarship am Pettit College of Law der Ohio Northern University, welche Brown früher besuchte. In seiner Anwaltspraxis arbeitete er dann extensiv als Sonderberater für den Staat Ohio und vertrat die Ohio State University, die Versicherungen, die Polizei, die Feuerwehrleute und die staatlichen Lehrer-Pensionsfonds.
Brown kandidierte 1982 für die demokratische Nominierung für das Amt des Gouverneurs von Ohio. Er verlor die Vorwahlen an Richard Celeste, der bei der Wahl den Republikaner Clarence J. Brown junior besiegte.
Der William J. Brown Award Consumer Protection Award ist nach ihm zu Ehren benannt sowie der William J. Borwn Memorial Highway.